# Richard A. Burridge
Richard Alan Burridge (ur. 11 czerwca 1955) – brytyjski duchowny i teolog anglikański, specjalista w zakresie egzegezy Nowego Testamentu, profesor i dziekan King’s College London, członek Synodu Generalnego Kościoła Anglii.
Święcenia diakonatu przyjął w 1985, a kapłańskie w 1986. W 2013 r., wraz ze świeckim teologiem Christianem Schallerem, został wyróżniony Nagrodą Ratzingera, ustanowioną przez papieża Benedykta XVI w 2011 r., i uznawaną za jedną z najbardziej prestiżowych nagród w dziedzinie teologii.  